# 杨崇礼
杨崇礼（640年代—736年），原名杨隆礼，唐朝官员。华州华阴县人，隋炀帝的曾孙，杨政道的儿子。唐玄宗封弘农郡公。

## 生平
杨隆礼在长安年间天官郎中，神龙之后，历任洛州、梁州、滑州、汾州、怀州五州刺史，能清严检察官吏，杜绝欺隐。景云年间，以名字犯唐玄宗李隆基的名讳，改为崇礼。开元初年，擢为太府少卿，虽钱帛丰富，但是丈尺之间他都亲自查阅，天下州县征财帛，四时不止。时议以为前后的太府卿都不能与他相比。擢拜太府卿，加银青光禄大夫，进封弘农郡公。在职二十年，公清如一。九十餘岁，授户部尚书致仕。当时太平日久，御府财物山积，以为经过杨卿之手无不精麗，每年检查节省出的钱数百万贯。开元二十四年（736年）去世楊慎矜丁父忧。开元二十六年（738年）守丧结束，累迁侍御史，仍知太府出纳。

## 儿子
- 楊慎餘，吏部郎中、少府少監。
- 楊慎矜，戶部侍郎。
- 楊慎名，洛陽令。